# Sigurd Rascher
Pour les articles homonymes, voir Rascher.
Sigurd Rascher, né le 15 mai 1907 à Elberfeld (province de Rhénanie) et mort le 25 février 2001 à Shushan (New York), était un saxophoniste américain d'origine allemande. Il est un des pionniers du saxophone classique au XXe siècle.

## Biographie
Formé à la Waldorfschule de Stuttgart, dès 1919, où il étudia la clarinette dans la classe de Philipp Dreisbach puis, (à partir de 1930), choisit le saxophone. D'abord pour jouer dans les night clubs, puis, un de ses professeurs l'ayant poussé à essayer de jouer Bach au saxophone, il chercha à développer un nouveau niveau de virtuosité à cet instrument pour se produire en concert, et développer une littérature propre à cet instrument. Il enseigna à Berlin au début des années 1930, puis au Conservatoire Royal de Musique de Copenhague en 1934 et au Conservatoire de Malmö en Suède. Il développe des modes de jeu inconnus et inouïs jusqu'alors, comme le suraigu ou le slap.
Il connaîtra un succès fulgurant au début des années 1930, en tant que concertiste soliste, à Berlin puis dans toute l'Europe. Ce qui l'encouragera à commander de nombreuses partitions à un choix judicieux de compositeurs de talent, souvent subjugués par sa maîtrise technique. Contraint à s'expatrier en raison de la montée du nazisme, il se rendra ensuite en Suède puis aux États-Unis
Raschèr arriva en Amérique en 1939 et fit son premier concert au Carnegie Hall le 11 novembre 1939 avec le New York Philharmonic sous la direction de Sr. John Barbirolli. Peu après, il se produisit en soliste avec le Boston Symphony dirigé par Serge Koussevitsky. Il fut le premier saxophoniste à jouer avec ces deux célèbres orchestres.
Il poursuivit avec des concerts solo à Washington et au Town Hall New York. Au printemps 1940, dans l'impossibilité de retourner en Europe, il s'établit avec sa famille à Shushan au nord de New York, où il vécut 60 ans.
Après la fin de la Seconde Guerre mondiale, Raschèr fut invité pour des tournées de concerts avec de nombreux orchestres en Europe, tout comme aux États-Unis (surtout avec les orchestres à vent des Universités). Il s'est produit en soliste avec plus de 250 orchestres dans le monde entier.
Il fut professeur à l'Université du Michigan, la Juilliard School, et l'école Eastman aux États-Unis.
Parmi ses élèves, nombreux sont ceux qui ont eux-mêmes une carrière de professeurs et de solistes aux États-Unis et en Europe : John-Edward Kelly, Paul Cohen, Lee Patrick, James Houlik, Carina Raschèr, Bruce Weinberger, David Bilger ...
Il est mort le 25 février 2001 dans sa ferme de Shushan, Washington County (New York), à l'âge de 93 ans. Rascher était père d'un fils et de trois filles.

## Relations avec les compositeurs et créations d'œuvres majeures
Au cours de la vie de Raschèr, 208 œuvres lui ont été dédiées, dont beaucoup comptent parmi les œuvres les plus importantes du XXe siècle pour le répertoire du saxophone classique.
« Au cours des dernières décennies du vingtième siècle, une prépondérance du nouveau répertoire de saxophone solo et de musique de chambre apparaît avec la dédicace familière à Sigurd M. Raschèr, résultat non seulement de son engagement continu à motiver certains des meilleurs compositeurs du monde, mais aussi, en partie, des véritables amitiés qu'il a développées avec un grand nombre d'entre eux. Parmi eux, citons Larsson, Glaser et von Koch en Suède ; Jacobi, Dressel, von Knorr et Hindemith en Allemagne ; Hába, Macha et Reiner en Tchécoslovaquie ; et Benson, Brant, Cowell, Dahl, Erickson, Husa, Hartley et Wirth aux États-Unis. Et il n'est pas anodin que, parmi toutes les pièces écrites pour lui et qui lui ont été dédiées au cours de sa vie, aucune n'ait été commandée. Il a inspiré de nouvelles musiques, il n'a jamais eu besoin d'en acheter. »
Après que Marcel Mule, avec lequel Rascher était jusqu'alors en concurrence, eut dissous son quatuor de saxophones, qui avait connu jusqu'alors quarante ans de succès
, Rascher fonda en 1969 avec sa fille Karin ("Carina", saxophone soprano), le saxophoniste ténor Bruce Weinberger et la saxophoniste baryton Linda Bangs, un ensemble réputé pendant des décennies dans sa spécialité, sous le nom de Quatuor de saxophones Raschèr. Rascher lui-même était saxophoniste alto dans cette formation jusqu'en 1980 ; John-Edward Kelly a pris sa place en 1981 (suivi par Harry Kinross White et Elliot Riley).

## Œuvres écrites pour Sigurd Rascher (sélection)
- Edmund von Borck : Konzert für Alt-Saxophon und Orchester , op. 6 (1932)
- Henry Brant : Concerto (1941)
- Henry Cowell : Air and Scherzo pour saxophone alto et orchestre à cordes (1961)
- Ingolf Dahl (en) : Concerto (1949)
- Alexandre Glazounov: Concerto en mi bémol majeur pour saxophone alto et orchestre à cordes (1934)
- Paul Hindemith: Konzertstück pour deux saxophones altos (1932)
- Jacques Ibert: Concertino da Camera pour saxophone alto et onze instruments (1935) (1re partie)
- Erland von Koch: Concerto pour saxophone alto et orchestre à cordes
- Lars-Erik Larsson: Concerto pour saxophone alto et orchestre à cordes (1934)
- Frank Martin : Ballade pour saxophone alto et orchestre (1937)

## Timbre du saxophone et bec du saxophone

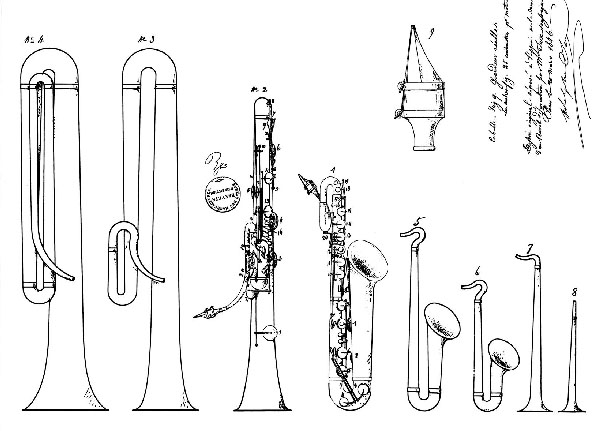
Diagramme des huit saxophones (n°1 à 8) et du bec (n°9) issu du brevet d'invention no 3226 d'Adolphe Sax du 21 mars 1846.

Un sujet très important pour Raschèr était son concept de timbre. Il pensait que lorsqu'il était utilisé dans la musique classique européenne, le saxophone devait sonner comme son inventeur, Adolphe Sax, l'avait voulu. Lors de l'invention de l'instrument, Sax avait spécifié que la forme de l'intérieur du bec de l'instrument devait être large et ronde. Tous les becs de saxophone ont été fabriqués dans ce style jusqu'aux années 1940, lorsque l'avènement du jazz des grands orchestres a incité les saxophonistes à expérimenter différentes formes de becs afin d'obtenir un son plus puissant et plus nerveux.
Entre 1940 et 1960, il est devenu courant pour les saxophonistes classiques d'utiliser des embouchures à chambre étroite, qui donnent à l'instrument un son plus brillant et plus tranchant. Chaque fois qu'il enseignait ou donnait des conférences à des saxophonistes, Raschèr soulignait que les becs modernes n'étaient pas ce que Sax avait voulu, et que le son qu'ils produisaient, bien qu'utile pour un musicien de jazz qui a besoin d'un son fort et pénétrant, n'était pas approprié pour la musique classique. Ses élèves et autres disciples estimaient que la sonorité souhaitable pour un saxophone classique était un son plus doux et plus rond ; un son qui ne peut être produit que par un bec à l'intérieur large et arrondi (souvent appelé "chambre creusée"). Son insistance inébranlable et irascible dans ce domaine, alors que presque tous les saxophonistes classiques du monde s'orientaient vers des becs plus étroits (ainsi que vers des saxophones dont la perce ne s'élargissait pas de manière parabolique) et vers une sonorité plus brillante, lui valut des querelles avec la majorité des saxophonistes classiques et une aliénation de leur part. Son jeu diffère également de celui de la majorité des saxophonistes classiques, notamment par son insistance à utiliser le slap tongue comme technique de pizzicato et par son utilisation du flutter-tonguing.
En 1970, les becs à chambre étroite étaient devenus presque universellement populaires et les fabricants de becs ont cessé de produire des becs à grande chambre. Les élèves de Raschèr avaient donc du mal à trouver des becs capables de produire la sonorité qu'ils souhaitaient. Pendant un certain temps, les seuls becs à grande chambre étaient celles qui avaient été fabriquées dans les années 1920 et 1930, ce qui a conduit les élèves de Raschèr à rechercher des prêteurs sur gages et d'autres sources d'instruments anciens.
Raschèr a réagi à ce manque de fournisseurs en engageant un fabricant pour fabriquer un bec de "marque Sigurd Raschèr", qui était simplement une duplication des becs qui avaient été facilement disponibles auprès des fabricants de saxophones américains Buescher, Conn et d'autres dans les années 1920. Le bec Raschèr est toujours fabriqué aujourd'hui.